# Хмыкин, Владимир Валерьевич
Владимир Валерьевич Хмыкин (8 января 1978) — российский футболист, защитник.

## Биография
Сын футболиста и тренера Валерия Николаевича Хмыкина. В начале карьеры выступал на любительском уровне за команду СКА ДАК (Белёв).
В 2001 году перешёл в белорусский клуб «Ведрич» (Речица), который возглавлял его отец. В первом сезоне сыграл 9 матчей в высшей лиге Белоруссии, а его команда заняла последнее место. Затем в течение двух сезонов играл за клуб в первой лиге. Всего в первенствах Белоруссии в высшей и первой лиге провёл 46 матчей и забил 3 гола.
После возвращения в Россию выступал на любительском уровне за клубы Белёва и Тулы. В том числе в 2007 году, также выступая под руководством отца, сыграл 6 матчей и забил 3 гола в ЛФЛ за тульский «Оружейник» (ныне — «Арсенал»). Обладатель Кубка МОА «Черноземье» 2007 года, забил один из голов в финальном матче в ворота волгоградского УОР (2:0).